# A-League 2014/15
Die A-League 2014/15 war die 10. Spielzeit der australischen Profifußballliga A-League. Jeder der zehn Mannschaften spielte dreimal gegen jede andere. Die reguläre Season begann am 10. Oktober 2014 mit dem Spiel Melbourne Victory gegen die Western Sydney Wanderers und wurde am 26. April 2015 mit dem Spiel zwischen Melbourne Victory und den Central Coast Mariners beendet. Aufgrund der Asienmeisterschaftsendrunde 2015 in Australien gab es zwischen dem 6. und dem 24. Januar 2015 eine zweiwöchige Sommerpause. Die Finalrunde begann am 1. Mai und wurde mit dem Grand Final am 17. Mai 2015 beendet. Brisbane Roar war amtierender Premiershipsieger und australischer Meister.

## Teilnehmer und ihre Spielstätten
| Team                     | Stadt                      | Jahre in der Liga | Heimstadion              | Kapazität     |
| ------------------------ | -------------------------- | ----------------- | ------------------------ | ------------- |
| Adelaide United          | Adelaide, South Australia  | seit 2005         | Coopers Stadium          | 17.000        |
| Brisbane Roar            | Brisbane, Queensland       | seit 2005         | Suncorp Stadium          | 52.500        |
| Central Coast Mariners   | Gosford, New South Wales   | seit 2005         | Central Coast Stadium    | 20.059        |
| Melbourne City FC        | Melbourne, Victoria        | seit 2010         | AAMI Park                | 30.500        |
| Melbourne Victory        | Melbourne, Victoria        | seit 2005         | Etihad Stadium AAMI Park | 53.359 30.050 |
| Newcastle Jets           | Newcastle, New South Wales | seit 2005         | Hunter Stadium           | 33.000        |
| Perth Glory              | Perth, Western Australia   | seit 2005         | nib Stadium              | 20.500        |
| Sydney FC                | Sydney, New South Wales    | seit 2005         | Allianz Stadium          | 45.500        |
| Wellington Phoenix       | Wellington, Neuseeland     | seit 2007         | Westpac Stadium          | 36.000        |
| Western Sydney Wanderers | Sydney, New South Wales    | seit 2012         | Pirtek Stadium           | 21.500        |

## Abschlusstabelle
| Pl. | Verein                   | Sp. | S  | U | N  | Tore    | Diff. | Punkte |
| --- | ------------------------ | --- | -- | - | -- | ------- | ----- | ------ |
| 1.  | Melbourne Victory        | 27  | 15 | 8 | 4  | 056:310 | +25   | 53     |
| 2.  | Sydney FC                | 27  | 14 | 8 | 5  | 052:350 | +17   | 50     |
| 3.  | Adelaide United          | 27  | 14 | 4 | 9  | 047:320 | +15   | 46     |
| 4.  | Wellington Phoenix       | 27  | 14 | 4 | 9  | 045:350 | +10   | 46     |
| 5.  | Melbourne City FC        | 27  | 9  | 8 | 10 | 036:410 | −5    | 35     |
| 6.  | Brisbane Roar (P, M)     | 27  | 10 | 4 | 13 | 042:430 | −1    | 34     |
| 7.  | Perth Glory 1            | 27  | 14 | 8 | 5  | 045:350 | +10   | 50     |
| 8.  | Central Coast Mariners   | 27  | 5  | 8 | 14 | 026:500 | −24   | 23     |
| 9.  | Western Sydney Wanderers | 27  | 4  | 6 | 17 | 029:440 | −15   | 18     |
| 10. | Newcastle Jets           | 27  | 3  | 8 | 16 | 023:550 | −32   | 17     |

| Zum Saisonende 2014/15: |
| Australischer Premiershipsieger, Teilnahme am Halbfinale der Finalrunde und Teilnahme an der AFC Champions League 2016: Melbourne Victory Teilnahme am Halbfinale der Finalrunde und Teilnahme an der AFC Champions League 2016: Sydney FC Teilnahme am Viertelfinale der Finalrunde und Teilnahme an den Play-offs zur AFC Champions League 2016: Adelaide United Teilnahme am Viertelfinale der Finalrunde: Wellington Phoenix, Melbourne City FC & Brisbane Roar |

|                         |                                                            |
| Zum Saisonende 2013/14: |                                                            |
| (P)                     | Amtierender australischer Premiershipsieger: Brisbane Roar |
| (M)                     | Amtierender australischer Meister: Brisbane Roar           |

| Anmerkungen: 1 Perth Glory wurde von der Teilnahme an der Finalrunde ausgeschlossen, da sie mehrmals gegen den Salary Cap verstoßen haben. Die Mannschaft wurde am Ende der Saison daher auf den siebten Platz gesetzt. |

## Finalrunde
|  | Viertelfinale | Viertelfinale      | Viertelfinale |  |  | Halbfinale | Halbfinale        | Halbfinale |  |   | Finale            | Finale    | Finale |
|  |               |                    |               |  |  |            |                   |            |  |   |                   |           |        |
|  |               |                    |               |  |  | 2          | Sydney FC         | 4          |  |   |                   |           |        |
|  | 3             | Adelaide United    | 2             |  |  | 3          | Adelaide United   | 1          |  |   |                   |           |        |
|  | 6             | Brisbane Roar      | 1             |  |  |            |                   |            |  | 1 | Melbourne Victory | 3         |        |
|  |               |                    |               |  |  |            |                   |            |  |   | 2                 | Sydney FC | 0      |
|  |               |                    |               |  |  | 1          | Melbourne Victory | 3          |  |   |                   |           |        |
|  | 4             | Wellington Phoenix | 0             |  |  | 5          | Melbourne City FC | 0          |  |   |                   |           |        |
|  | 5             | Melbourne City FC  | 2             |  |  |            |                   |            |  |   |                   |           |        |

### Viertelfinale
|                                                  |   |                   |           |
| Fr., 1. Mai 2015 in Adelaide (Adelaide Oval)     |   |                   |           |
| Adelaide United                                  | – | Brisbane Roar     | 2:1 (1:1) |
| So., 3. Mai 2015 in Wellington (Westpac Stadium) |   |                   |           |
| Wellington Phoenix                               | – | Melbourne City FC | 0:2 (0:0) |

### Halbfinale
|                                                |   |                   |           |
| Fr., 8. Mai 2015 in Melbourne (Etihad Stadium) |   |                   |           |
| Melbourne Victory                              | – | Melbourne City FC | 3:0 (2:0) |
| Sa., 9. Mai 2015 in Sydney (Allianz Stadium)   |   |                   |           |
| Sydney FC                                      | – | Adelaide United   | 4:1 (2:0) |

### Grand Final
| Melbourne Victory                                                             | Melbourne Victory | Sydney FC | Sydney FC | Aufstellung                                   |
| ----------------------------------------------------------------------------- | --- | --- | --------- | --------------------------------------------- |
| Melbourne Victory                                                             | \| Grand Final \| \| 17. Mai 2015 um 16:00 (AEST) Uhr in Melbourne (Melbourne Rectangular Stadium) \| \| Ergebnis: 3:0 (1:0) \| \| Zuschauer: 29.843 \| \| Schiedsrichter: Jarred Gillett \|                                                                                                | \| Grand Final \| \| 17. Mai 2015 um 16:00 (AEST) Uhr in Melbourne (Melbourne Rectangular Stadium) \| \| Ergebnis: 3:0 (1:0) \| \| Zuschauer: 29.843 \| \| Schiedsrichter: Jarred Gillett \|                                                                                | Sydney FC | Aufstellung Melbourne Victory gegen Sydney FC |
| Melbourne Victory                                                             | Lawrence Thomas – Daniel Georgievski, Matthieu Delpierre, Nick Ansell (90.+2' Jason Geria), Leigh Broxham – Carl Valeri, Mark Milligan – Fahid Ben Khalfallah, Guilherme Finkler (86. Rashid Mahazi), Kosta Barbarouses – Besart Berisha (90.+1' Archie Thompson) Cheftrainer: Kevin Muscat | Vedran Janjetović – Nikola Petković, Matthew Jurman, Jacques Faty (19. Rhyan Grant), Sebastian Ryall – Mickaël Tavares (75. Terry Antonis), Miloš Dimitrijević – Chris Naumoff (52. Shane Smeltz), Alex Brosque , Bernie Ibini-Isei – Marc Janko Cheftrainer: Graham Arnold | Sydney FC | Aufstellung Melbourne Victory gegen Sydney FC |
| Melbourne Victory                                                             | 1:0 Berisha (33.) 2:0 Barbarouses (83.) 3:0 Broxham (90.) | | Sydney FC | Aufstellung Melbourne Victory gegen Sydney FC |
| Melbourne Victory                                                             | Berisha (15.), Valeri (66.), Georgievski (78.) | Grant (29.), Smeltz (64.), Ryall (73.) | Sydney FC | Aufstellung Melbourne Victory gegen Sydney FC |
| Melbourne Victory                                                             | Valeri (88.) | | Sydney FC | Aufstellung Melbourne Victory gegen Sydney FC |
| Grand Final                                                                   | | |           |                                               |
| 17. Mai 2015 um 16:00 (AEST) Uhr in Melbourne (Melbourne Rectangular Stadium) | | |           |                                               |
| Ergebnis: 3:0 (1:0)                                                           | | |           |                                               |
| Zuschauer: 29.843                                                             | | |           |                                               |
| Schiedsrichter: Jarred Gillett                                                | | |           |                                               |

## Statistiken

### Kreuztabelle
Die Kreuztabelle stellt die Ergebnisse aller Spiele der regulären Season dar. Die Heimmannschaft ist in der linken Spalte, die Gastmannschaft in der oberen Zeile aufgelistet.
| Heim- / Gastmannschaft   | Adelaide United |     | Central Coast Mariners | Melbourne City FC | Melbourne Victory | Newcastle United Jets |     | Sydney FC |     | Western Sydney Wanderers |     | Adelaide United |     | Central Coast Mariners | Melbourne City FC | Melbourne Victory | Newcastle United Jets |     | Sydney FC |     | Western Sydney Wanderers |
| Adelaide United          |                 | 0:1 | 2:1                    | 4:1               | 1:1               | 7:0                   | 2:0 | 0:0       | 2:1 | 2:0                      |     | 2:3             |     |                        | 2:2               |                   | 1:1                   |     | 1:2       | 2:1 |                          |
| Brisbane Roar            | 1:2             |     | 6:1                    | 1:3               | 1:2               | 2:1                   | 1:1 | 0:2       | 3:2 | 1:0                      |     |                 |     |                        | 0:1               |                   |                       | 0:0 | 1:2       | 1:4 |                          |
| Central Coast Mariners   | 0:2             | 3:3 |                        | 2:0               | 0:3               | 1:0                   | 0:1 | 1:5       | 1:2 | 1:0                      | 2:1 | 0:2             |     | 1:0                    |                   |                   | 1:1                   |     |           |     |                          |
| Melbourne City FC        | 1:2             | 1:0 | 2:2                    |                   | 1:0               | 1:1                   | 1:1 | 1:2       | 0:0 | 2:1                      | 3:1 | 1:0             |     |                        |                   | 4:0               | 0:0                   |     |           |     |                          |
| Melbourne Victory        | 3:2             | 1:0 | 2:1                    | 5:2               |                   | 1:0                   | 1:2 | 3:3       | 2:0 | 4:1                      |     |                 | 3:1 | 3:0                    |                   | 0:1               | 1:1                   |     | 2:3       |     |                          |
| Newcastle Jets           | 2:1             | 0:4 | 1:1                    | 2:5               | 2:2               |                       | 0:2 | 0:1       | 1:3 | 1:1                      | 0:1 | 1:2             | 0:0 |                        |                   |                   |                       | 3:4 |           |     |                          |
| Perth Glory              | 1:2             | 3:2 | 4:1                    | 3:1               | 3:3               | 2:1                   |     | 1:3       | 2:1 | 2:1                      |     | 2:2             |     |                        |                   | 2:0               |                       | 0:3 | 1:2       | 3:2 |                          |
| Sydney FC                | 0:3             | 5:4 | 2:0                    | 1:1               | 0:0               | 0:0                   | 1:2 |           | 0:2 | 3:2                      | 0:1 |                 | 4:2 | 0:1                    | 3:3               |                   |                       |     |           |     |                          |
| Wellington Phoenix       | 2:0             | 3:0 | 1:1                    | 5:1               | 0:3               | 4:1                   | 1:2 | 0:3       |     | 1:0                      |     |                 | 3:2 | 0:0                    |                   | 2:2               |                       | 1:2 |           | 1:0 |                          |
| Western Sydney Wanderers | 2:1             | 0:1 | 0:0                    | 3:2               | 1:2               | 1:1                   | 1:2 | 1:1       | 2:0 |                          |     |                 | 0:0 | 1:1                    | 0:3               | 1:2               |                       | 3:4 |           |     |                          |

### Torschützenliste
Bei gleicher Anzahl von Treffern sind die Spieler alphabetisch geordnet.
| Platz                  | Spieler         | Mannschaft         | Tore |
| ---------------------- | --------------- | ------------------ | ---- |
| 01.                    | Marc Janko      | Sydney FC          | 16   |
| 02.                    | Besart Berisha  | Melbourne Victory  | 13   |
| 02.                    | Nathan Burns    | Wellington Phoenix | 13   |
| 04.                    | Andy Keogh      | Perth Glory        | 12   |
| 05.                    | Archie Thompson | Melbourne Victory  | 10   |
| 06.                    | Roy Krishna     | Wellington Phoenix | 09   |
| 06.                    | Jamie Maclaren  | Perth Glory        | 09   |
| 08.                    | Henrique        | Brisbane Roar      | 08   |
| 08.                    | Pablo Sánchez   | Adelaide United    | 08   |
| 08.                    | Shane Smeltz    | Sydney FC          | 08   |
| Stand: Ende der Saison |                 |                    |      |

## Auszeichnungen
| Auszeichnung                                           | Gewinner                           |
| ------------------------------------------------------ | ---------------------------------- |
| Johnny Warren Medal (Spieler des Jahres)               | Nathan Burns (Wellington Phoenix)  |
| Golden Boot Award (Bester Torschütze)                  | Marc Janko (Sydney FC)             |
| Young Footballer of the Year (U-23-Spieler des Jahres) | James Jeggo (Adelaide United)      |
| A-League Coach of the Year (Trainer des Jahres)        | Kevin Muscat (Melbourne Victory)   |
| Referee of the Year (Schiedsrichter des Jahres)        | Jarred Gillett                     |
| Joe Marston Medal (Bester Spieler im Grand Final)      | Mark Milligan (Melbourne Victory)  |
| Goalkeeper of the Year (Torhüter des Jahres)           | Eugene Galekovic (Adelaide United) |